# 均苯四甲酸
均苯四甲酸是一种有机化合物，为四元酸。化学式为C10H6O8。

## 制备
均苯四甲酸可由均四甲苯（1,2,4,5-四甲苯）氧化得到。